# Shimpei Fukuoka
Shimpei Fukuoka (福岡 慎平 Fukuoka Shimpei?), född 27 juni 2000 i Nara prefektur, är en japansk fotbollsspelare.
Fukuoka började sin karriär 2018 i Kyoto Sanga FC.